# ورسیتی، کلگری
ورسیتی، کلگری (به انگلیسی: Varsity, Calgary) یک منطقهٔ مسکونی در کانادا است که در آلبرتا واقع شده‌است.

## خصوصیات
ورسیتی ۶٫۲ کیلومترمربع مساحت و ۱۲٬۱۵۸ نفر جمعیت دارد و ۱٬۱۱۰ متر بالاتر از سطح دریا واقع شده‌است.